# Generali Ladies Linz 2002
Il Generali Ladies Linz 2002 è stato un torneo di tennis giocato sul cemento indoor. È stata la 16ª edizione del Generali Ladies Linz, che fa parte della categoria Tier II nell'ambito del WTA Tour 2002. Si è giocato a Linz, in Austria, dal 21 al 27 ottobre 2002.

## Campionesse

### Singolare
Justine Henin ha battuto in finale  Alexandra Stevenson con il punteggio di 6–3, 6–0

### Doppio
Jelena Dokić /  Nadia Petrova hanno battuto in finale  Rika Fujiwara /  Ai Sugiyama con il punteggio di 6–3, 6–2